# Ctenobelba csiszarae
Ctenobelba csiszarae är en kvalsterart som beskrevs av Sandór Mahunka 1977. Ctenobelba csiszarae ingår i släktet Ctenobelba och familjen Ctenobelbidae. Inga underarter finns listade i Catalogue of Life.